# 향동1로
향동1로는 경기도 고양시 향동동 신신동아펌프 앞과 향동초등학교, 향동중학교를 잇는 경기도의 도로이다.

## 연혁
- 2020년: 향동지구 개발과 함께 개통

## 주요 경유지
경기도 고양시
- 덕양구(향동동)

## 노선
| 이름                    | 접속 노선 | 소재지 | 소재지 | 소재지 | 비고 |
| ----------------------- | --------- | ------ | ------ | ------ | ---- |
| (이름 없음)             | 향동로    | 경기도 | 고양시 | 향동동 |      |
| 향동초등학교            |           | 경기도 | 고양시 | 향동동 |      |
| 향동중학교              |           | 경기도 | 고양시 | 향동동 |      |
| 향동초등학교 향동중학교 | 향기로    | 경기도 | 고양시 | 향동동 |      |

## 주요 건물 및 시설
- 향동초등학교 (경기도 고양시 덕양구 향동1로 37)
- 향동중학교 (경기도 고양시 덕양구 향동1로 38)